# Schoenus laevinux
Schoenus laevinux är en halvgräsart som först beskrevs av Georg Kükenthal, och fick sitt nu gällande namn av Jisaburo Ohwi. Schoenus laevinux ingår i släktet axagssläktet, och familjen halvgräs. Inga underarter finns listade i Catalogue of Life.